# Cung Tâm Kế
Cung Tâm Kế (giản thể: 宫心计; phồn thể: 宮心計; bính âm: Gōng xīn jì; Việt bính: gung1 sam1 gai3) là một bộ phim truyền hình Hồng Kông được ra mắt lần đầu vào năm 2009. Được sản xuất bởi giám chế Mai Tiểu Thanh, sê-ri là một trong hai bộ phim của TVB được sản xuất trong chiến dịch kỷ niệm 42 năm của đài, bộ phim còn lại là Con Đường Phú Quý. Bộ phim được phát sóng năm ngày một tuần trên đài TVB bao gồm 33 tập với thời lượng dài 45 phút bắt đầu từ chiếu từ ngày 19 tháng 10 năm 2009 (Hồng Kông). Phim có sự tham gia của các diễn viên nổi tiếng như Xa Thi Mạn, Dương Di, Trần Hào, Trịnh Gia Dĩnh, Mễ Tuyết, Quan Cúc Anh, Hàn Mã Lợi và Tạ Tuyết Tâm. Đây là bộ phim có nhiều Thị Hậu, Thị Đế tham gia nhất.
Lấy bối cảnh vào những năm cuối của nhà Đường, Cung Tâm Kế kể về câu chuyện xoay quanh một cung nữ mang tên Lưu Tam Hảo và các mối quan hệ của cô trong Hoàng cung, bắt đầu với những sự kiện của cô trong Cục Thượng Cung. Tiêu đề sê-ri đại khái có nghĩa là "Âm mưu trong cung điện" và là một cách chơi chữ của cụm từ (計), một từ đồng âm có nghĩa là "Âm mưu nhắm mục tiêu và tấn công trái tim".

## Cốt truyện
Giang Thể Quỳnh (do Điền Nhụy Ni thủ vai) bị buộc quay trở lại cung điện cùng với con gái của mình, Lưu Tam Hảo (do Xa Thi Mạn thủ vai) và người hầu của họ, Diêu Kim Linh (do Dương Di thủ vai). Giang Thể Quỳnh xuất thân là một cung nữ của Ty Trân Phòng, có tài làm trang sức rất đẹp nên cô được giao nhiệm vụ tạo ra một cây trâm vàng có tên là Phượng Hoàng Triều Nhật cho Quách Thái hậu (do Tạ Tuyết Tâm thủ vai), cây trâm có hình phượng hoàng, với một viên ngọc sáng như mắt được gắn ở đầu trâm và lông của một con chim bói cá sông được gắn ở đuôi trâm. Tuy nhiên, sau khi được tạo ra và được sử dụng bởi Quách Thái hậu thì trong cuộc tản bộ hàng ngày của Quách Thái hậu quanh khu vườn thượng uyển, chiếc trâm phượng hoàng đột nhiên chảy ra máu. Thấy điều này như một dấu hiệu của sự xui xẻo, Quách Thái hậu ném cây trâm đi và yêu cầu người tạo ra Phượng Hoàng Triều Nhật phải bị trừng phạt nghiêm khắc. Giang Thể Quỳnh bất đắc dĩ phải chịu đựng hình phạt khắc nghiệt này và kết quả là cô đã qua đời bởi vì sự tàn bạo của hình phạt. Trước khi qua đời, cô dặn Tam Hảo hãy luôn nhớ tầm quan trọng của tên mình (Tam Hảo nghĩa là “Nói những lời tốt đẹp, làm những việc tốt”).
Trong khoảng thời gian Thái Quỳnh qua đời, con trai của Trịnh Thái phi (do Hàn Mã Lợi thủ vai), Lý Di (do Trần Hào thủ vai) gặp Tam Hảo lúc sáu tuổi. Anh thể hiện lòng tốt với Tam Hảo bằng cách hái cho cô một vài bông hoa trắng từ cái cây yêu thích của Thái Quỳnh, cây kim ngân hoa Trung Quốc để cô có thể đưa nó cho người mẹ đang hấp hối của mình. Quách Thái hậu vẫn còn rất tức giận vì cây trâm nên yêu cầu người đứng đầu Ty Trân phòng, Nguyễn Thúy Vân (do Quan Cúc Anh thủ vai) phá vỡ nó. Tuy nhiên, Nguyễn Thúy Vân thấy cây trâm là một trong những kiệt tác tốt, do đó cô tự làm mình bị thương để bảo vệ nó. Cô nói với Quách Thái hậu rằng vì cây trâm đầy xui xẻo nên nếu nó bị vỡ, thì tất cả những điều xui xẻo sẽ hòa nhập với không khí. Vì Quách Thái hậu căm ghét Trịnh Thái phi nên bà đã lợi dụng điều này để buộc Trịnh Thái phi phải đeo cây trâm. Sau một thời gian ngắn, xui xẻo bắt đầu xảy ra với Trịnh Thái phi và con trai bà Lý Di. Để tránh bị hãm hại, Trịnh Thái phi bịa ra câu chuyện rằng Lý Di rơi từ một cái cây cao, trong khi cố gắng với lấy con diều của mình. Cú ngã làm đầu anh bị thương khiến não anh trở nên như một cậu bé 6 tuổi mãi mãi. Lý Di sử dụng điều này như một cái cớ để thoát khỏi mối đe dọa sắp xảy ra từ Quách Thái hậu, Tam Hảo vì thấy anh bị thương nên đưa cho anh ta một ít kẹo hạt sen ngọt ngào để an. Vì điều này, vị hoàng tử trẻ đã bắt đầu nảy sinh tình cảm với cô.
Cục Thượng Cung chịu trách nhiệm quản lý và chỉ đạo tất cả các hoạt động sinh hoạt cho Vua và Hoàng gia thời nhà Đường. Nó được tạo thành từ bốn bộ phận, cụ thể là Ty Trân Phòng (trang sức), Ty Chế Phòng (trang phục), Ty Thiện Phòng (thực phẩm) và Ty Thiết Phòng (nội thất). Lưu Tam Hảo và Diêu Kim Linh được đưa vào Cục Thượng Cung từ nhỏ và được đưa lên làm cung nữ trong cung đình. Cả hai cô gái đều rất siêng năng. Nguyễn Thúy Vân, Trưởng Ty Trân Phòng và Chung Tuyết Hà (do Mễ Tuyết thủ vai), Trưởng Ty Chế Phòng, cả hai đều rất thích Tam Hảo vì cô là một cô gái trẻ tốt bụng và rất khéo tay trong việc chế tác đồ trang sức và trang phục. Cả hai luôn luôn chiến đấu gay gắt để Tam Hảo có thể làm việc trong Ty Phòng của họ. Cuối cùng, Tam Hảo được giao cho Ty Chế Phòng còn Kim Linh được giao cho Ty Trân Phòng.
Nhiều năm sau, Tam Hảo gặp Cao Hiển Dương (do Trịnh Gia Dĩnh thủ vai), một quan trong cung điện và cũng là một giáo viên cờ vua, hai người đã nảy sinh tình cảm. Hoàng tử trẻ Lý Di, giờ đã trưởng thành và anh đang trở lại cung điện. Sau đó, anh trở thành Vua sau một vụ ám sát hụt với sự giúp đỡ của Tam Hảo và Hiển Dương. Anh ta quyết định cho Hiển Dương làm Đại tướng của triều đình vì lòng trung thành của anh. Còn Tam Hảo sau này trở thành Trưởng Ty Trân Phòng. Mặc dù Lý Di có tình cảm sâu sắc với Tam Hảo và muốn cô làm vợ của mình nhưng anh quyết định chôn chặt tình cảm của mình dành cho cô khi phát hiện ra Hiển Dương và Tam Hảo đang yêu nhau và họ đang lên kế hoạch rời khỏi hoàng cung nhưng cuối cùng họ quyết định ở lại để giúp Vua.
Tam Hảo và Kim Linh tiếp tục tận hưởng một tình bạn rất thân thiết, coi nhau như chị em và điều này gây ra sự ghen tị giữa những người hầu nữ khác trong cung điện. Nên hết lần này đến lần khác, họ luôn tìm cách để khiến Tam Hảo và Kim Linh gặp rắc rối. Tuy nhiên, nhờ thái độ trung thực và tốt bụng của Tam Hảo khiến nhiều người có quyền lực trong cung điện cảm mến và họ luôn đến giúp đỡ cô. Trong khi đó, Kim Linh sử dụng đầu óc xảo quyệt của mình để loại bỏ kẻ thù. Thời gian trôi qua, Kim Linh nhận ra rằng để bảo vệ bản thân khỏi sự bắt nạt và để có thể sống sót trong cung điện, cô phải là một người có quyền lực và được tôn trọng. Do đó, cô dần dần thực hiện kế hoạch giành được sự ưu ái của Trịnh Thái hậu, mẹ của Lý Di. Cuối cùng cô được chọn là một trong những phi tần của Lý Di. Từ đó cô ấy dần dần làm nhiều việc xấu xa hơn để loại bỏ tất cả các đối thủ cạnh tranh của mình.

## Phân vai

### Nhân vật chính
| Diễn viên             | Nhân vật              | Miêu tả |
| --------------------- | --------------------- | --- |
| Xa Thi Mạn 佘詩曼     | Lưu Tam Hảo 劉三好    | Đức Phi Tiểu thư Lưu gia → Học tỳ Ty Chế phòng → Nữ sử Ty Chế phòng → Trưởng Trân → Ty Trân → Phi tần của Lý Di "Đức Phi". Vợ của Cao Hiển Dương. Cha Lưu Tam Hảo là quan thời Đường Hiến Tông, khi Đường Mục Tông lên ngôi thì bị bắt đi lưu đày, nữ quyến bị xung vào cung làm cung tỳ. Tuy mẹ mất từ nhỏ, Lưu Tam Hảo luôn nghe lời mẹ dặn nghĩ điều thiện, nói lời hay, làm việc tốt (tam hảo). Nhờ vậy mà cô được tất cả mọi người trong cung quý mến, đặc biệt là Cao Hiển Hương và Lý Di đều hết lòng yêu thương. Vì biết cô đem lòng yêu Cao Hiển Dương, Lý Di để cô lấy Cao Hiển Dương làm chồng, hai người có một người con gái. Cuối phim, cô xuất cung về quê sống như một người phụ nữ bình thường, hàng ngày làm trâm kiếm sống, cuối cùng hai mẹ con gặp lại được Cao Hiển Dương sau nhiều năm thất lạc. |
| Dương Di 楊怡         | Diêu Kim Linh 姚金鈴  | Lệ Phi Nô tỳ Lưu gia → Học tỳ Ty Trân phòng → Nữ sử Ty Trân phòng → Trưởng Trân → Phi tần của Lý Di "Lệ Phi" Là nô tỳ cho nhà Tam Hảo, và bị đưa vào cung làm cung tỳ cùng mẹ con Tam Hảo. Lúc đầu tính cách lương thiện, yêu quý và giúp đỡ Lưu Tam Hảo. Dần dần do chịu nhiều bất công ở trong cung, trở nên thủ đoạn và độc ác, mưu tính và giết hại nhiều người để đạt được phú quý và quyền lực. Cuối cùng toàn bộ tội trạng bị vạch trần, bị Lý Di giam cầm cả đời trong lãnh cung, trở nên điên loạn. Phản diện chính |
| Trần Hào 陳豪         | Lý Di 唐宣宗李怡      | Tuyên Tông Đế Quang vương → Hoàng đế Tuyên Tông Được Tam Hảo giúp đỡ từ khi còn là Quang vương bị Quách Thái Hậu chèn ép, vì vậy mà đem lòng yêu Lưu Tam Hảo. |
| Trịnh Gia Dĩnh 鄭嘉穎 | Cao Hiển Dương 高顯揚 | Cao Tướng quân Kỳ Tiến Sĩ → Tướng quân Vì làm giáo viên cờ ở trong cung mà quen biết Lưu Tam Hảo. Giúp đỡ Lý Di khi ông còn là Quan vương, làm trung thần đắc lực cho Lý Di khi ông lên ngôi. Trong một lần phụng mệnh Lý Di, bị quân Mã Nguyên Chí ép nhảy xuống vực, sau đó mất trí nhớ, cuối cùng gặp lại được Tam Hảo và nhớ ra mọi chuyện. |

### Hoàng gia
| Diễn viên             | Nhân vật              | Miêu tả |
| --------------------- | --------------------- | --- |
| Tạ Tuyết Tâm 謝雪心   | Quách Thái hậu 郭太后 | Quách Thái hậu Thái hậu → Thái hoàng Thái hậu → Thái hậu Mẹ của Lý Hựu, bà nội của Lý Triền, Vô cùng nghiêm khác với thuộc hạ, trong lòng luôn căm ghét mẹ con Trịnh Thái phi và Lý Di, vì cho rằng ngày trước bà không được lập làm Hoàng Hậu vì Trịnh Thái phi. Nhiều lần chèn ép và muốn giết chết mẹ con Lý Di. Sau khi Lý Di lên ngôi hoàng đế, bà bị Mã Nguyên Chí giết chết. Phản diện |
| Hàn Mã Lợi 韓馬利     | Trịnh Thái hậu 郑太后 | Trịnh Thái hậu Thái phi → Thái hậu Mẹ của Lý Di Vốn là nô tỳ rửa chân cho Quách Quý Phi (sau này là Quách Thái Hậu), nhận được ân sủng của Hoàng Đế mà sinh ra Lý Di. Bị Quách Thái Hậu căm ghét và nhiều lần tìm cách hãm hại, được Lưu Tam hảo và Nguyễn Thúy Vân giúp đỡ. Khi Lý Di lên ngôi hoàng đế, Trịnh Thái phi được tấn phong lên làm Trịnh Thái hậu quản lý hậu cung. Bị Diêu Kim Linh giết chết để đổ tội cho Lưu Tam Hảo. Trái ngược với bản tính khắc nghiệt tàn nhẫn của Quách Thái hậu, Trịnh Thái hậu là một người rất nhân hậu, độ lượng dẫn đến sự nhu nhược, không kiểm soát được hậu cung tốt. |
| Lý Thi Hoa 李施嬅     | Vạn Bảo Hiền 万宝贤   | Hiền Phi Tiểu thư Vạn Gia → Phi tần của Lý Di "Hiền Phi" Con gái của Vạn Tướng Quân, nhập cung sắc phong Hiền Phi, ban đầu căm ghét Kim Linh vì chỉ là một cung tỳ mà được sắc phong ngang hàng với mình. Sau khi mẹ chết, ân hận, trở nên hiền lành, không muốn tranh đấu. Khi Hiền Phi đang mang thai, Diêu Kim Linh lợi dụng ý chỉ của Thái Hậu mang thuốc phá thai cho Hiền Phi mà giết cả hai mẹ con Hiền Phi. |
| Lý Thiên Tường 李天翔 | Lý Hựu 李恒           | Mục Tông Đế Hoàng đế Mục Tông Con trai của Quách Thái Hậu, anh trai cùng cha khác mẹ của Lý Di. Phản diện |
| Tiêu Chính Nam 蕭正楠 | Lý Triền 李瀍         | Vũ Tông Đế Hoàng đế Vũ Tông Con trai của Lý Hựu, cháu trai của Quách Thái Hoàng Thái Hậu. Bị giết chết bởi Mã Nguyên Chí. Phản diện |
| Diệp Thúy Thúy 葉翠翠 | Vương Quý phi 王氏    | Vương Quý phi Phi tần của Lý Triền Sủng phi của Lý Triển, thường hống hách với thuộc hạ và phi tần thấp hơn. Khi Lý Triển chết, bị Quách Thái Hậu đưa đi trông lăng suốt đời. Phản diện |
| Tào Mẫn Lợi 曹敏莉    | Hà Thu Nhi 何秋儿     | Huệ phi Hà thể nữ → Phi tần của Lý Triền "Huệ phi". Vì Tam Hảo thiết kế chiếc kẹp tóc để thu hút Lý Triền, cô được phong làm Huệ phi. Sau khi bị Mã Nguyên Chí giết, cô bị Quách Thái hậu kéo đi cho chó ăn. |
| Vương Bỉnh Hi 王秉熹  | Lý Tuấn 李峻          | Kỉ Vương Con trai của Lý Triền, chắt trai của Quách Thái hậu, cho Lý Di mượn quân để đánh bại quân của Mã Nguyên Chí. Lý Di có ý định thoái vị nhường ngôi cho cậu nhưng cậu cảm phục với Lý Di nên đã từ chối xưng đế. |

### Thượng Cung Cục
Một cục bốn ty, lo các vấn đề sinh hoạt trong cung, bao gồm Ty Trân Phòng (làm trang sức), Ty Chế Phòng (làm y phục), Ty Thiện Phòng (làm đồ ăn), Ty Thiết Phòng (làm vật dụng, đồ dùng trong cung). 
| Diễn viên           | Nhân vật               | Miêu tả |
| ------------------- | ---------------------- | --- |
| Quan Cúc Anh 關菊英 | Nguyễn Thúy Vân 阮翠雲 | Nguyễn Ty Trân, Nguyễn Ty Thiết, Nguyễn Ty Chế Trưởng Trân → Ty Trân → Ty Thiết → Ty Thiết kiêm Ty Chế Là trưởng cấp và thầy dạy của Lưu Tam Hảo, yêu thương Tam Hảo như con. Cô có mối thù với Chung Tuyết Hà vì tưởng Tuyết Hà bỏ đậu phộng vào thức ăn của mình để làm cho mình bị dị ứng. Do căn bệnh của mình, cô không được phép rời khỏi cung cùng người yêu Vạn Kiếm Phong. Từng có con riêng với Vạn Kiếm Phong, vì sợ bại lộ, phải thả con xuống sông, được thái dám Bố Cát Tường cứu. Cuối cùng xuất cung chăm sóc Vạn Kiếm Phong, lúc này vợ con đã chết hết và bị liệt toàn thân, rồi hai vợ chồng tìm lại được đứa con bị thất lạc. |
| Mễ Tuyết 米雪       | Chung Tuyết Hà 钟雪霞  | Chung Ty Chế, Chung Thượng Cung Ty Chế → Thượng Cung Là trưởng cấp và thầy dạy của Lưu Tam Hảo. Cô lầm tưởng Thúy Vân đã phá hoại cô nhiều năm trước, khiến cô không được xuất cung để gặp người mẹ đang hấp hối của mình. Điều này bắt đầu mối hận thù giữa hai người bạn đã từng kết nghĩa tình chị em. Cuối cùng họ hòa giải mối thù của họ. Yêu thái giám Bố Cát Tường, kết hôn với ông trên giường của ông khi ông chết. Cuối phim, ở lại trong cung làm chức vị Thượng Cung, thủ lĩnh tứ phòng. |
| Trình Khả Vi 程可為 | Thái Trọng Bình 蔡仲屏 | Thái Thượng Cung Thống lĩnh một Thượng Cung Cục - một cục bốn Ty. Ngoài mặt là người công chính liêm minh, được lòng chủ tử, được thuộc hạ kính trọng. Tuy nhiên bên trong dùng nhiều thủ đoạn để giữ được địa vị và làm hài lòng chủ tử mà sẵn sàng gây hiềm khích giữa Chung Tuyết Hà và Nguyễn Thúy Vân và cũng là nguyên nhân khiến cả 2 năm xưa không có cơ hội xuất cung nhằm giữ lại nhân tài cho Thượng Cung Cục và hi vọng được đặc cách xuất cung áo gấm về làng, dưỡng già trong vinh hoa phú quý. Cuối cùng bị lộ tẩy chuyện ăn hối lộ, bị cách chức và được ân điển xuất cung nhưng lại tay trắng về quê, không người đưa tiễn.      |
| Huệ Anh Hồng 惠英紅 | Đàm Diễm Thường 谭艳裳 | Đàm Ty Thiện Đứng đầu Ty Thiện Phòng, cháu của Thái Trọng Bình. Là người hay châm dầu vào lửa giữa những thị phi trong Thượng Cung Cục nhưng lại là người ngu muội luôn muốn ngồi vào ghế thượng cung của người dì Thái Trọng Bình nên đã không ít lần khiến bản thân và Thượng Cung Cục gặp họa. Sau cùng là người nói cho Chung Tuyết Hà và Nguyễn Thúy Vân sự thật về việc năm xưa và khai việc ăn hối lộ của Thái Thượng Cung trước Trịnh Thái Hậu, là nguyên nhân khiến Thái Thượng Cung không thể "áo gấm về làng, vinh quy bái tổ". |
| Lữ San 呂珊         | Hồ Tố Ân 胡素恩        | Hồ Ty Thiết Đứng đầu Ty Thiết Phòng. Là người hay châm dầu vào lửa giữa những thị phi trong Thượng Cung Cục, nhưng là người tài năng không nổi bật nhưng lại được Quách Thái Hậu năm xưa nâng đỡ lên chức Ty Thiết. Sau vì sợ Nguyễn Thúy Vân có ơn với Trịnh Thái Hậu nên sẽ được lên chức Thượng Cung, Hồ Tố Ân liền hạ độc Nguyễn Thúy Vân để giành chức Thượng Cung, về sau bị bại lộ rồi tự sát. Phản diện phụ |

### Nhân vật khác
| Diễn viên                | Nhân vật                  | Miêu tả |
| ------------------------ | ------------------------- | --- |
| Lý Quốc Lân 李國麟       | Mã Nguyên Chí 马元贽      | Mã Đại Tướng Quân Vừa là thái giám, vừa là đại tướng quân nắm giữ binh quyền. Là anh họ của Tôn Gia Bích và cha nuôi của Vạn Bảo Hiền. Được trọng dụng vì giúp Lý Di lên ngôi, sau muốn giết Lý Di để cướp ngôi. Bị Diêu Kim Linh đâm chết. Phản diện chính |
| Trương Quốc Cường 張國強 | Vạn Kiếm Phong 万剑锋     | Vạn Tướng quân Ông là người tình cũ của Nguyễn Thúy Vân, hai người có một đứa con trai. Sau khi chia tay, ông đầu quân, trở thành học trò của Mã Nguyên Chí, lập được nhiều công trạng nên được phong làm tướng quân. Ông lấy vợ Tôn Giá Bích, sinh ra con gái Vạn Bảo Hiền, sau này trở thành Hiền Phi của Lý Di. Trung thành với Lý Di, bị Mã Nguyên Chí phát hiện, đầu độc cho liệt toàn thân. Sau khi vợ con chết hết, ông kết hôn với Nguyễn Thúy Vân, hai người xuất cung sống cuộc sống bình dân và gặp lại người con trai bị thất lạc. |
| Lâm Y Kỳ 林漪娸          | Tôn Gia Bích 孙家碧       | Mẹ của Vạn Bảo Hiền Em họ của Mã Nguyên Chí, bị Diêu Kim Linh đổ tội dùng tà thuật khiến cô sảy thai nên bị hành hình. Phản diện |
| Quách Phong 郭鋒         | Cao Diêu An 高耀安        | Thầy dạy cờ vua của triều đình Ba của Cao Hiển Dương Bị chết do đầu độc. |
| Tưởng Chí Quang 蔣志光   | Bố Cát Tường 布吉祥       | Bố Thái giám Tổng quản Thái giám. Cha nuôi của Bố Tiểu Thuận, bị Diêu Kim Linh giết chết do tình cờ nghe được gian kế của cô. Kết hôn với Chung Tuyết Hà trên giường của ông khi ông chết. |
| Thái Kỳ Tuấn 蔡淇俊      | Bố Tiểu Thuận 布小順      | Thái giám Con trai nuôi của Bố Cát Tường và Chung Tuyết Hà. Bị tưởng nhầm là con trai thất lạc của Vạn Kiếm Phong và Nguyễn Thúy Vân, sau trở thành con trai nuôi của cả hai. |
| Lý Lệ Lệ 李麗麗          | Từ Ma ma 徐妈妈           | Từ Ma ma Thân tín theo hầu Quách Thái hậu từ nhỏ, vì ỷ thế Quách Thái Hậu mà hống hách trong cung, chèn ép các nô tài khác và cả các chủ tử như Trịnh Thái Phi, Quang vương. Về sau bị Lưu Tam Hảo và Cao Hiển Dương vạch tội cho vay nặng lãi, bị Thái Thượng Cung xử tử. Phản diện |
| Lưu Đan 劉丹             | Lý Đức Dụ 李德裕          | Tể tướng của triều đình Bạn của Lý Triền Chết do bệnh |
| Tăng Kiện Minh 曾健明    | Sử Thái y 史太医          | Sử Thái y Thái y của triều đình Bị đe dọa và nhận hối lộ của Diêu Kim Linh để giúp cô thực hiện mưu kế, trong đó có giết chết Tôn Gia Bích, Vạn Bảo Hiền và Trịnh Thái hậu. Bị giết chết bởi mệnh lệnh của Diêu Kim Linh. Phản diện |
| Vu Dương 于永            | Lưu Tùng Bá 刘松柏        | Cha của Lưu Tam Hảo Chết do bị đầu độc |
| Điền Thụy Ni 田蕊妮      | Giang Thể Quỳnh 江采琼    | Mẹ của Lưu Tam Hảo Làm cây trâm Phượng Hoàng Triều Nhật có một không hai. Vì bị Diêu Kim Linh vô tình nhỏ sáp nến đỏ lên, cây trâm trở thành Phượng Hoàng Huyết Lệ, vì vậy cô bị phạt đánh trượng, rồi chết do vết thương quá nặng. |
| Huỳnh Trí Hiền 黃智賢    | Onizuka Kojiro 鬼塚小次郎 | Sứ giả tỉ thí cờ vua người Nhật Bản |

## Cơ sở lịch sử

### Sự thiếu chính xác trong lịch sử
- Trong thời nhà Đường, ghế ngồi không phổ biến và rất hạn chế được dùng trong cung đình. Nhưng trong phim, ghế được sử dụng rất nhiều.
- Trong lịch sử, triều đình nhà Đường gồm có Lục cục (bao gồm: Thượng cung cục, Thượng nghi cục, Thượng phục cục, Thượng thực cục, Thượng tẩm cục và Thượng công cục) hay vì Thượng Cung Cục (Tứ ti: Ty Trân, Ty Chế, Ty Thiết và Ty Thiện).
- Các phi tần trong hậu cung không gọi nhau là "tỷ muội - chị em" trong triều đại nhà Đường và các triều đại trước đó.
- Các sứ giả Nhật Bản trong phim được mặc Kimono nhưng trong thực tế vào thời đại này Kimono chưa được phổ biến rộng rãi ở Nam giới Nhật Bản.

## Thành tích

### Giải thưởng Thường niên TVB lần thứ 42(2009)
| Đề cử           | Hạng mục                          | Kết quả   |
| --------------- | --------------------------------- | --------- |
| Cung Tâm Kế     | Phim xuất sắc nhất                | Top 5     |
| Dương Di        | Nhân vật nữ được yêu thích nhất   | Đoạt giải |
| Dương Di        | Màn trình diễn xuất sắc nhất năm  | Đoạt giải |
| Dương Di        | Nữ diễn viên chính xuất sắc nhất  | Top 5     |
| Xa Thi Mạn      | Nữ diễn viên chính xuất sắc nhất  | Top 5     |
| Xa Thi Mạn      | Nhân vật nữ được yêu thích nhất   | Top 5     |
| Trần Hào        | Nam diễn viên chính xuất sắc nhất | Top 5     |
| Trịnh Gia Dĩnh  | Nhân vật nam được yêu thích nhất  | Top 5     |
| Lý Quốc Lân     | Nam diễn viên phụ xuất sắc nhất   | Top 5     |
| Tưởng Chí Quang | Nam diễn viên phụ xuất sắc nhất   | Đề cử     |
| Quan Cúc Anh    | Nữ diễn viên phụ xuất sắc nhất    | Top 5     |
| Mễ Tuyết        | Nữ diễn viên phụ xuất sắc nhất    | Top 5     |
| Hàn Mã Lợi      | Nữ diễn viên phụ xuất sắc nhất    | Đề cử     |
| Lý Thi Hoa      | Nữ diễn viên phụ xuất sắc nhất    | Đề cử     |

### Giải thưởng Truyền hình Châu Á lần thứ 15 (2010)
| Đề cử        | Hạng mục                                                          | Kết quả   |
| ------------ | ----------------------------------------------------------------- | --------- |
| Tạ Tuyết Tâm | Màn trình diễn phim chính kịch của nữ diễn viên phụ xuất sắc nhất | Đoạt giải |

### Giải thưởng Nghệ thuật của Tuần báo Minh Báo lần thứ 42 (2010)
| Đề cử        | Hạng mục                              | Kết quả |
| ------------ | ------------------------------------- | ------- |
| Xa Thi Mạn   | Nữ diễn viên truyền hình nổi bật nhất | Top 5   |
| Quan Cúc Anh | Nữ diễn viên truyền hình nổi bật nhất | Top 5   |
| Dương Di     | Nữ diễn viên truyền hình nổi bật nhất | Top 5   |

## Xếp hạng lượt xem
| Tuần | Tuần                      | Số tập  | Điểm trung bình | Điểm cao nhất trong tuần | Nguồn |
| ---- | ------------------------- | ------- | --------------- | ------------------------ | ----- |
| 1    | 19 - 23 tháng 10 năm 2009 | 1 — 5   | 33              | 35                       | [ 1 ] |
| 2    | 26 - 30 tháng 10 năm 2009 | 6 — 10  | 35              | 40                       | [ 2 ] |
| 3    | 2 - 6 tháng 11 năm 2009   | 11 — 15 | 35              | 38                       | [ 3 ] |
| 4    | 9 - 13 tháng 11 năm 2009  | 16 — 20 | 35              | 39                       | [ 4 ] |
| 5    | 16 - 20 tháng 11 năm 2009 | 21 — 24 | 35              | 38                       | [ 5 ] |
| 6    | 23 - 27 tháng 11 năm 2009 | 25 — 29 | 35              | —                        | [ 6 ] |
| 6    | 28 tháng 11 năm 2009      | 30 — 31 | 36              | —                        | [ 7 ] |
| 6    | 29 tháng 11 năm 2009      | 32 — 33 | 46              | 50                       | [ 8 ] |

## Phát sóng quốc tế
| Nước      | Kênh        |
| --------- | ----------- |
| Malaysia  | 8TV         |
| Thái Lan  | Channel 3   |
| Singapore | Channel U   |
| Singapore | VV Drama    |
| Việt Nam  | VTV3, SCTV9 |